# Tannensiedlung
Tannensiedlung ist eine Straße und ein Wohnplatz der Hansestadt Stendal im Landkreis Stendal in Sachsen-Anhalt.

## Geografie

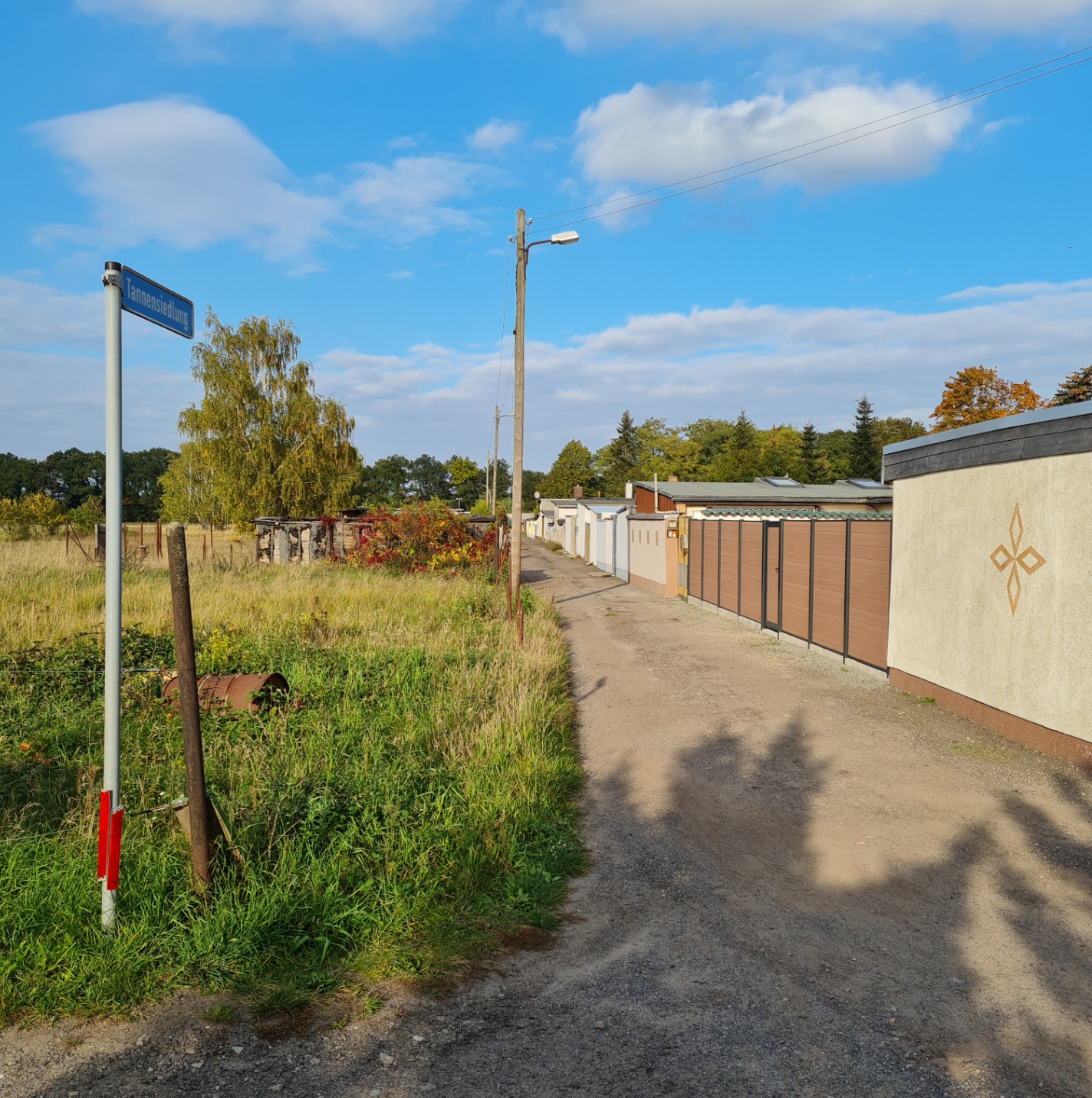
Tannensiedlung

Die Siedlung liegt am nordöstlichen Stadtrand von Stendal gegenüber dem kleinen Waldgebiet Vosstannen, dem Namensgeber.

## Geschichte
Im Jahre 1947 wurden in Stendal neue Wegebezeichnungen für das Gebiet nördlich der Arneburger Chaussee vergeben, der Weg Nr. 3 erhielt den Namen Tannensiedlung, der benachbarte Weg Nr. 2 den Namen Tannenweg. Dem Adressbuch nach waren die Wege damals noch unbewohnt.
Der mündlichen Überlieferung vor Ort zufolge wurden die kleinen niedrigen Kolonistenhäuser in den 1950er Jahren errichtet.
Heute besteht die Siedlung je nach Zählweise aus 10 bis 15 Häusern.

## Verkehr
Der Ort ist mit einem Radweg mit der Stadt verbunden.
Bis 2005 verlief südlich der Siedlung die Bundesstraße 189.